# EBU Circuit 2003/04
Der EBU Circuit 2003/2004 war die 17. Auflage dieser europäischen Turnierserie im Badminton.

## Die Wertungsturniere
| Nr. | Turnier                              | Austragungsort   | Termin                         |
| --- | ------------------------------------ | ---------------- | ------------------------------ |
| 1   | Bulgarian International 2003         | Sofia            | 18. – 21. September 2003       |
| 2   | Czech International 2003             | Hradec Králové   | 2. – 5. Oktober 2003           |
| 3   | Slovak International 2003            | Presov           | 9. – 12. Oktober 2003          |
| 4   | Slovenia International 2003          | Ljubljana        | 16. – 19. Oktober 2003         |
| 5   | Hungarian International 2003         | Budapest         | 30. Oktober – 2. November 2003 |
| 6   | Norwegian International 2003         | Sandefjord       | 6. – 9. November 2003          |
| 7   | Iceland International 2003           | Reykjavík        | 13. – 16. November 2003        |
| 8   | Scottish Open 2003                   | Glasgow          | 20. – 23. November 2003        |
| 9   | Irish Open 2003                      | Lisburn          | 11. – 14. Dezember 2003        |
| 10  | Portugal International 2004          | Caldas da Rainha | 8. – 11. Januar 2004           |
| 11  | Swedish International Stockholm 2004 | Täby             | 15. – 18. Januar 2004          |
| 12  | Austrian International 2004          | Pressbaum        | 4. – 7. März 2004              |
| 12  | Dutch International 2004             | Wateringen       | 25. – 28. März 2004            |
| 14  | Finnish International 2004           | Helsinki         | 1. – 4. April 2004             |
| 15  | Croatian International 2004          | Zagreb           | 8. – 11. April 2004            |